# Джеремі Фрік
Джеремі Фрік (нім. Jérémy Frick, нар. 8 березня 1993, Женева) — швейцарський футболіст, воротар клубу «Серветт».
Виступав, зокрема, за клуби «Олімпік-2» (Ліон) та «Серветт», а також національну збірну Швейцарії.

## Клубна кар'єра
Народився 8 березня 1993 року в місті Женева. Вихованець юнацьких команд футбольних клубів Collex-Bossy, «Серветт» та «Ліон».
У дорослому футболі дебютував 2011 року виступами за команду «Олімпік-2» (Ліон), у якій провів три сезони, взявши участь у 58 матчах чемпіонату. 
Своєю грою за цю команду привернув увагу представників тренерського штабу клубу «Серветт», до складу якого приєднався 2014 року. Відіграв за женевську команду наступний сезон своєї ігрової кар'єри.
Протягом 2015—2016 років захищав кольори клубу «Б'єн».
До складу клубу «Серветт» приєднався 2016 року. Станом на 10 квітня 2023 року відіграв за женевську команду 208 матчів в національному чемпіонаті.

## Виступи за збірні
У 2010 році дебютував у складі юнацької збірної Швейцарії (U-18), загалом на юнацькому рівні взяв участь у 12 іграх, пропустивши 17 голів.
У 2013 році залучався до складу молодіжної збірної Швейцарії. На молодіжному рівні зіграв у 2 офіційних матчах, пропустив 4 голи.
У 2023 році дебютував в офіційних матчах у складі національної збірної Швейцарії.